# ATB Nieuwe Generatie

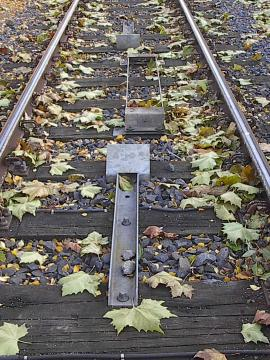
ATB-NG-baken bij het station van Raalte

Automatische Treinbeïnvloeding Nieuwe Generatie, afgekort ATB-NG, is een treinbeïnvloedingssysteem. Een treinbeïnvloedingssysteem helpt machinisten te voorkomen dat zij spoorwegseinen missen. ATB-NG is gebaseerd op technologie van Alstom, die ook is toegepast in het TBL 2-systeem in België en in proeven in het Verenigd Koninkrijk, op de Chiltern line.

## Werking
ATB-NG-treinapparatuur ontvangt rijtoestemmingen van de ATB-baanapparatuur. Deze rijtoestemmingen geven aan hoe ver de trein mag rijden en met welke maximumsnelheid. De treinapparatuur bewaakt deze waarden. ATB-NG is daarom een treinbeïnvloedingssysteem dat de maximaal af te leggen afstand van de trein begrenst.

### Rijtoestemming
Het signaal is op te vatten als een rijtoestemming, of als het ontbreken daarvan. Het ontbreken van een rijtoestemming heeft de betekenis van wachten voor een rood sein. Een rijtoestemming geeft aan hoe snel een trein mag rijden, hoe ver en welke snelheid de trein moet hebben bij het einde van de rijtoestemming. Apparatuur in de trein houdt de positie van de trein bij en rekent uit vanaf welk moment een trein moet remmen om tijdig een lagere snelheid te bereiken of tot stilstand te komen. Deze informatie wordt aan de machinist of treinbestuurder getoond. Als de machinist onvoldoende remt dan remt de treinapparatuur automatisch. Dit wordt ook wel 'remcurvebewaking' genoemd. Wanneer de trein voldoende snelheid heeft verloren kan de machinist de remingreep herroepen, zodat de trein niet helemaal tot stilstand komt.

### Vrijlaatsnelheid
Wanneer de maximaal af te leggen afstand is overschreden laat de treinapparatuur het toe om langzaam naar het volgende baken te rijden, waar de trein een nieuwe rijtoestemming op kan pikken. Deze snelheid is 15 km/h op emplacementen en 30 km/h elders. In de rijtoestemming wordt doorgegeven welke van deze zogenoemde vrijlaatsnelheden geldt. Om dit langzame rijden te voorkomen kan een kabellus in het spoor gelegd worden, dat ook een ATB-NG-rijtoestemming kan doorgeven. Door op strategische plaatsen kabellussen te plaatsen wordt voorkomen dat deze situatie ontstaat. Een andere mogelijkheid is het plaatsen van extra bakens. Daarmee wordt de afstand verkort waarover de trein met maximaal de vrijlaatsnelheid mag rijden.

### Informatievoorziening aan de machinist

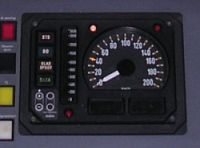

De rijtoestemming wordt aan de machinist of treinbestuurder getoond met leds rondom de snelheidsmeter. Een geel lampje markeert de op dat moment geldende maximale snelheid. Een matrixdisplay rechtsonder geeft aan of de maximumsnelheid binnen de eerstkomende 3 km lager zal worden. Zo'n lagere maximumsnelheid wordt doelsnelheid genoemd. Een verlichte afstandsbalk toont de afstand tot die doelsnelheid. Wanneer er binnen 3 km geen lagere maximumsnelheid is toont de matrixdisplay de huidige maximumsnelheid en blijft de afstandsbalk onverlicht. Op remwegafstand van een doelsnelheid of een rood sein gaat het systeem de remcurve bewaken. Hierbij verspringt de gele led naar de doelsnelheid en licht een rood lampje op bij de tot op toen geldende maximumsnelheid. Aan de hand van de remcurve verspringt de rode led geleidelijk omlaag tot de doelsnelheid. De machinist moet 'voor het rode lampje uit' remmen om een ingreep van de treinapparatuur te voorkomen.
Rijdt de trein meer dan 2,5 km/h te snel dan gaat een waarschuwingslampje branden. Rijdt de trein 5 km/h te snel dan klinkt een waarschuwingssignaal en rijdt de trein 7,5 km/h te snel dan remt de treinapparatuur.

### Datacommunicatie tussen spoor en trein
Een spoor dat is uitgerust met ATB-NG kent bakens, die iets uit het midden van het spoor zijn geplaatst. De trein ontvangt alleen de signalen van bakens die links van het midden geplaatst zijn. De baanapparatuur kan worden uitgebreid met kabellussen. Bakens en lussen zenden een signaal uit via een draaggolf van 100 kHz. De bakens geven informatie door met 25 kbit per seconde, de lussen ongeveer 1 kbit per seconde.

## Ontwikkeling
In 1986 gaf de NS aan dat er behoefte bestond aan een nieuwe generatie ATB in baan en trein, enerzijds omdat het aanwezige ATB-systeem het eind van zijn levensduur begon te naderen en anderzijds om het veiligheidsniveau te verhogen. Wegens detectieproblemen kan het bestaande ATB-systeem niet worden toegepast op lijnen waar met nieuwe dieseltreinstellen (DM90) en licht dieselhydraulisch materieel wordt gereden.
In 1993 is besloten ook de baanvakken waar de baanvaksnelheid tussen 40 km/h en 100 km/h ligt, van een treinbeïnvloedingssysteem te voorzien. Dit zijn de diesellijnen vanuit Groningen en Leeuwarden, alsmede de baanvakken Zwolle - Wierden, Almelo - Mariënberg, Zwolle - Kampen, Apeldoorn - Winterswijk, Zevenaar - Winterswijk, Tiel - Elst, Venlo - Roermond, Barneveld - Ede, Den Dolder - Baarn, Gouda - Alphen aan den Rijn, De Haar - Rhenen, Heerhugowaard - Hoorn en een aantal –korte– grensbaanvakken. Omdat in 1993 niet de zekerheid bestond dat de door de Europese Commissie geïnitieerde ontwikkeling van het ERTMS tot een concreet product zou leiden, is met NS overeengekomen dat de ontwikkeling en inbouw van ATB-NG op ATB-loze baanvakken voortgezet zou worden. Daarbij zou wel halfjaarlijks worden bezien of een toepassing van het ERTMS als alternatief voor ATB-NG mogelijk is. Voorop stond het doel om in 2000 overal waar de treinsnelheden meer dan 40 km/h bedragen, een vorm van ATB te hebben.
Uiteindelijk heeft ProRail de laatste spoorlijnen in 2005 van ATB-NG voorzien. Dat betrof de spoorlijnen Harlingen - Leeuwarden, Stavoren - Leeuwarden, Groningen - Roodeschool, Groningen - Delfzijl en Groningen - Nieuweschans.
Op 6 mei 1996 schreef de toenmalige minister van Verkeer en Waterstaat, Jorritsma, dat voor haar in feite vast stond dat
vervanging van het huidige technisch verouderde ATB-systeem door het ERTMS aan de orde zal komen. De minister verwachtte toen dat "over niet al te lange tijd" het tijdstip, de tijdsduur en de fasering van een dergelijke operatie te geven zouden zijn, "gezien de fase waarin de ontwikkeling van ETCS zich thans bevindt".

## ATB-EG én ATB-NG

Kaart met alle treinbeïnvloedingssystemen van Nederland.

ATB-NG-treinapparatuur kan samenwerken met zowel ATB-NG-baanapparatuur als ATB-EG-baanapparatuur. Een trein met ATB-NG schakelt automatisch over naar het op het spoorwegbaanvak geïnstalleerde treinbeïnvloedingssysteem. Als zowel ATB-NG als -EG aanwezig zijn, kiest de treinapparatuur ATB-NG. ATB-NG staat in de 'ATBM'-modus als de trein op een ATB-EG baanvak rijdt. Omdat de ATB-EG-baanapparatuur daar alleen informatie over de huidige maximumsnelheid geeft toont de matrixdisplay in dat geval "EG", is de afstandsbalk niet verlicht en zal er geen remcurve voorkomen. In dat geval wordt er geremd aan de hand van een remcriterium.
Er bestaan in Nederland twee typen ATB-NG-treinapparatuur. ATB-NG (met name geïnstalleerd in DM '90) en de nieuwere ATBL-NL. De beide typen zijn functioneel (nagenoeg) gelijk. De kasten bevatten zowel ATB-EG als ATB-NG functionaliteit.
ProRail wilde aanvankelijk ATB-EG en ATB-NG niet samen op één spoorlijn gebruiken, omdat dat de systemen elkaar mogelijk zouden verstoren en er onveilige situaties zouden ontstaan. Om die reden is de ATB-EG op de spoorlijnen Zutphen – Apeldoorn en Zutphen – Hengelo verwijderd bij de installatie van ATB-NG. De lightrailproef op de spoorlijn Gouda - Alphen aan den Rijn, waar naast de ATB-EG ATB-NG geïnstalleerd is, heeft bewezen dat deze twee totaal verschillende systemen elkaar niet verstoren. ATB-NG wordt gebruikt door de lightrailvoertuigen en de ATB-EG door het overige materieel (in dit geval Sprinters).
Op het baanvak Den Haag Mariahoeve – Hoofddorp wordt de techniek van ATB-NG gebruikt als aanvulling op ATB-EG; dit wordt ook wel ATBM+ genoemd. Hiermee werden de Thalys PBKA-stellen in staat gesteld om de baanvaksnelheid van 160 km/h te rijden, tot ze over de Hogesnelheidslijn Schiphol - Antwerpen gingen rijden.

## Verwijzingen
1. ↑  ProRail, C 5504/II (L) Voorschriften voor de bediening van wissel- en seininrichtingen Automatische Trein-Beïnvloeding. ATBL in TGV PBKA (pdf) pagina 11 (november 2003). “Om het baken dat ter hoogte van het sein geplaatst is te kunnen bereiken als het sein uit de stand stop gekomen is, wordt de remcurve bij lage snelheid weggenomen (release-snelheid, voor P-seinen 30 km/h en voor bediende seinen 15 km/h).”
2. ↑  Brief van de minister van Verkeer en Waterstaat. Vaststelling van de begroting van de uitgaven en de ontvangsten van het Ministerie van Verkeer en Waterstaat (XII) voor het jaar 1996 Stukken Tweedekamer, vergaderjaar 1995/1996, 24400 XII-49 (6 mei 1996). Gearchiveerd op 4 maart 2016.